# Justicia cynosuroides
Justicia cynosuroides är en akantusväxtart som beskrevs av Raymond Benoist. Justicia cynosuroides ingår i släktet Justicia och familjen akantusväxter. Inga underarter finns listade i Catalogue of Life.